# جان دی. اولیوس
جان دنیل "دنی" اولیوس (به انگلیسی: John Daniel "Danny" Olivas) فضانورد اهل کشور ایالات متحده آمریکا است که در ۲۵ مهٔ ۱۹۶۵ میلادی در هالیوود شمالی، لس‌آنجلس زاده شد. وی در مأموریت اس‌تی‌اس-۱۱۷، اس‌تی‌اس-۱۲۸ حضور داشته است.